# Crossing Lines
Crossing Lines ist eine deutsch-französisch-US-amerikanische Action-Krimiserie, in der die Ermittlungsarbeit einer Polizei-Spezialeinheit des Internationalen Strafgerichtshofs (ICC) in Den Haag gezeigt wird. Das Team verfolgt Serienverbrecher und Schwerkriminelle grenzübergreifend in ganz Europa.
Seine Premiere feierte Crossing Lines am 9. Juni 2013 beim Festival de Télévision de Monte-Carlo in Monte Carlo. Die Erstausstrahlung der Serie im Fernsehen fand am 14. Juni 2013 in Italien statt. In Deutschland sendete der Sender Sat.1 die Serie ab dem 22. August 2013.
Sie war in der ersten Staffel eine Koproduktion des französischen Senders TF1, des US-amerikanischen Senders NBC und des deutschen Senders Sat.1.

## Handlung
In Crossing Lines geht es um die Entstehung und Arbeit einer Eliteeinheit, die vom Internationalen Strafgerichtshof (ICC) ins Leben gerufen wurde.
Staffel 1
Zunächst besteht ihr Auftrag in der Auflösung einer mysteriösen grenzübergreifenden Mordserie. Dabei stellt jede nationale Polizeibehörde, in deren Zuständigkeitsbereich einer dieser Morde stattfand, einen Beamten ab. Das Team, bestehend aus den zunächst sechs, später fünf jungen, motivierten Polizisten Eva Vittoria (Italien), Tommy McConnel (Nordirland), Sienna Pride (England), Sebastian Berger (Deutschland) und Anne-Marie San (Frankreich) wird angeführt von Louis Daniel. Daniel ist eine Legende der französischen Nationalpolizei und will außerdem den Mord an seinem Sohn aufklären, der von Mitgliedern einer Verbrecherorganisation getötet wurde. Mitglied der Einheit ist auch Carl Hickman, ein ehemaliger im Einsatz verwundeter New Yorker Cop, der eine unerwartete zweite Chance bekommt, sein Ansehen durch die Arbeit in dieser Eliteeinheit wiederherzustellen. Bei den Ermittlungen gelingt es, dem Täter auf die Spur zu kommen, doch bei der Verfolgung in einem Berliner Park ersticht dieser Sienna Pride. Letztendlich kann der Mörder gestellt und von Daniel erschossen werden.
Nach der Beisetzung der getöteten Kollegin in London erhält das Team einen dauerhaften Auftrag vom ICC. Da im Zuge der Bildung der EU die Grenzen für Reisende geöffnet wurden und der Handel sowie der interkulturelle Austausch verbessert bzw. erleichtert wurden, haben auch Kriminelle mehr Chancen und Möglichkeiten zum Missbrauch des Systems, was eine Bedrohung für die europäische Sicherheit darstellt. Verbrecher können der Justiz leichter entgehen und in anderen sichereren Ländern untertauchen oder ihre illegalen Geschäfte ohne Probleme von einem Land zum anderen verlegen, bis sie endgültig aufgespürt werden. Das Team des ICC soll deshalb in grenzübergreifende Serienverbrechen ermitteln und die Täter vor Gericht bringen. Die Zentrale des Teams ist in einem leerstehenden Lagerraum unterhalb des Internationalen Strafgerichtshofs von Den Haag untergebracht. Das ungleiche Team wird mit den bürokratischen, juristischen und kulturellen Barrieren konfrontiert, während es gegen die Verbrechen der gefährlichsten und brutalsten Verbrecher der Welt agiert.
Staffel 2
In der zweiten Staffel bekommt die Truppe Verstärkung von Inspektor Arabella Seeger (Niederlande). 
Eva Vittoria setzt sich im letzten Drittel der Staffel vom Rest der Einheit ab und ermittelt in privater Angelegenheit. Als sie zu einem ominösen Treffen gebeten wird, nimmt sie Kontakt zu ihren Kollegen auf. Dieser Anruf beunruhigt Dorn, der sich sofort auf die Suche nach der Ermittlerin macht. In ihrem Hotelzimmer angekommen macht er eine schreckliche Entdeckung. Was oder wenn er auffindet bleibt leider ungeklärt, sowie der Verbleib von Eva Vittoria. 
Die Staffel endet mit dem Tod von Major Louis Daniel. Als er für Profiler Carl Hickmann eine Kugel abfängt, stirbt er. Nach diesem Ereignis wird das Team zunächst aufgelöst.
Staffel 3
Einige Zeit, nachdem sich das Team aufgelöst hat, erfordert ein neuer Fall das Können eines international agierenden Ermittler-Teams. Dorn sammelt eine neue Truppe um sich, die seine entführte Freundin und Vertraute Sophie aus der Gewalt von Kidnappern befreien soll.
Das neue Team wird von Carine Strand, einer ehrgeizigen Ermittlerin aus den USA geführt. Der Italiener Marco Constante, Kidnapping-Experte; der Brite Luke Wilkinson, Ermittler mit einer großen mentalen und körperlichen Fitness und Ellie Delfont-Bogard, die ihr Kriminalpsychologie-Studium frisch absolviert hat, zählen ebenfalls zu den Neuzugängen. Der deutsche Technik-Experte Sebastian Berger und die Niederländerin Arabella Seeger bleiben erhalten und machen die neue ICC-Einheit komplett.

## Besetzung und Synchronisation
Synchronisiert wurde die Serie durch Arena Synchron nach einem Dialogbuch von Martina Marx und Ralph Beckmann, der auch Regie führte.
| Rollenname                         | Schauspieler       | Behörde                                                      | Hauptrolle (Episoden) | Hauptrolle (Staffeln) | Nebenrolle (Episoden) | Nebenrolle (Staffeln) | Ausstiegsgrund                               | Synchronsprecher      |
| ---------------------------------- | ------------------ | ------------------------------------------------------------ | --------------------- | --------------------- | --------------------- | --------------------- | -------------------------------------------- | --------------------- |
| Michel Dorn                        | Donald Sutherland  | Internationaler Strafgerichtshof                             | 1–34                  | 1–3                   |                       |                       | Einstellung der Serie                        | Jochen Striebeck      |
| Det. Major Louis Daniel            | Marc Lavoine       | Police nationale                                             | 1–22                  | 1–2                   |                       |                       | wird erschossen                              | Torsten Michaelis     |
| Kriminalkommissar Sebastian Berger | Tom Wlaschiha      | Polizei Berlin                                               | 1–34                  | 1–3                   |                       |                       | Einstellung der Serie                        | Tom Wlaschiha         |
| Detective 1st grade Carl Hickman   | William Fichtner   | ehemals New York City Police Department                      | 1–22                  | 1–2                   |                       |                       | Auflösung des Teams / Rückkehr nach New York | Peter Flechtner       |
| Sovrintendente Eva Vittoria        | Gabriella Pession  | Direzione Investigativa Antimafia                            | 1–22                  | 1–2                   |                       |                       | Auflösung des Teams                          | Julia Kaufmann        |
| Police Inspector Sienna Pride      | Genevieve O’Reilly | Metropolitan Police Service                                  | 1–2                   | 1                     |                       |                       | wird erstochen                               | Cathlen Gawlich       |
| Detective Thomas „Tommy“ McConnel  | Richard Flood      | Police Service of Northern Ireland                           | 1–22                  | 1–2                   |                       |                       | Auflösung des Teams                          | Tommy Morgenstern     |
| Det. Sgt. Anne-Marie San           | Moon Dailly        | Police nationale                                             | 1–8                   | 1                     |                       |                       | wird ermordet                                | Marie Bierstedt       |
| Inspecteur Arabella Seeger         | Lara Rossi         | Regiokorps Rotterdam Rijnmond                                | 11–34                 | 2–3                   | 9–10                  | 1                     | Einstellung der Serie                        | Rubina Kuraoka        |
| Senior Investigator Carine Strand  | Elizabeth Mitchell | Internationaler Strafgerichtshof / Chicago Police Department | 23–34                 | 3                     |                       |                       | Einstellung der Serie                        | Andrea Aust           |
| Inspector Marco Constante          | Goran Višnjić      | Polizei Mailand                                              | 23–34                 | 3                     |                       |                       | Einstellung der Serie                        | Sascha Rotermund      |
| Inspector Luke Wilkinson           | Stuart Martin      | Metropolitan Police Service                                  | 23–34                 | 3                     |                       |                       | Einstellung der Serie                        | Tobias Nath           |
| Ellie Delfont-Bogard               | Naomi Battrick     | Metropolitan Police Service                                  | 23–34                 | 3                     |                       |                       | Einstellung der Serie                        | Merete Brettschneider |
| Staatsanwältin Sophie Baines       | Michelle Fairley   | Internationaler Strafgerichtshof                             | 23–34                 | 3                     |                       |                       | Einstellung der Serie                        | Arianne Borbach       |
| Staatsanwältin Rebecca Daniel      | Elsa Mollien       | Internationaler Strafgerichtshof                             |                       |                       | 1–22                  | 1–2                   | ihr Mann wird erschossen                     | Gundi Eberhard        |

## Produktion
Die zweistündige Pilotfolge wurde vom ehemaligen Criminal-Minds-Produzenten Ed Bernero zusammen mit Rola Bauer von Tandem Communications erdacht. Die Dreharbeiten begannen am 26. September 2012 in Prag. Dort wurde der Großteil der ersten Staffel gedreht. Danach ging es weiter nach Frankreich, wo hauptsächlich in Paris gedreht wurde. Der Drehschluss war Ende Februar 2013.
Die erste Staffel hatte ein Budget von 30 Mio. US-Dollar (3 Mio. Dollar pro Folge), umgerechnet ca. 23 Mio. Euro. Doch aus Kostengründen wurde Tschechien als Hauptdrehort ausgewählt und so drehte man in Prag Szenen, die in Berlin, Den Haag, Wien oder anderen Orten dieser Länder spielen sollen.
Für die erste Staffel wurden zehn Episoden bestellt und produziert. In der ersten Staffel gibt es sieben voneinander unabhängige Geschichten. Drei davon werden jeweils in einer Doppelfolge erzählt. In Italien erschien die erste Staffel als Fünfteiler mit jeweils ca. 90 Minuten langen Episoden. Dieselbe Taktik praktiziert Sat.1 ebenfalls bei der deutschsprachigen Ausstrahlung.
Eine zweite Staffel mit zwölf Folgen wurde ab September 2013 bis März 2014 in Tschechien, Bulgarien und Frankreich produziert. Die Ausstrahlung dieser Staffel erfolgte in Deutschland vom 4. September bis 13. November 2014 bei Sat.1.
Die dritte Staffel mit zwölf neuen Folgen wurde von Februar bis Juni 2015 in Tschechien und Kroatien produziert. In dieser Staffel kommen Goran Višnjić, Elizabeth Mitchell, Stuart Martin und Naomi Battrick zum Hauptcast, nachdem William Fichtner, Marc Lavoine, Gabriella Pession, und Richard Flood die Serie verlassen haben.

## Ausstrahlung und Einschaltquoten

### International
Seine Premiere feierte Crossing Lines am 9. Juni 2013 beim Festival de Télévision de Monte-Carlo in Monte Carlo.
Die weltweite Erstausstrahlung der Serie im Fernsehen fand vom 14. Juni bis zum 12. Juli 2013 in Italien statt. Die Serie wurde jeden Freitag in Doppelfolgen auf Rai 2 ausgestrahlt. In den Vereinigten Staaten erfolgte die Ausstrahlung der ersten Staffel zwischen dem 23. Juni 2013 und dem 18. August 2013 bei NBC, in Frankreich vom 17. Oktober bis zum 7. November 2013 auf TF1 und in Spanien ab dem 26. September 2013 auf AXN. In dem Vereinigten Königreich veröffentlichte der Video-on-Demand-Anbieter Lovefilm am 25. Oktober 2013 die komplette erste Staffel, die aus 10 Episoden besteht. Durchschnittlich sahen in den Vereinigten Staaten 3,06 Mio. Zuschauer zu und in Frankreich 5,77 Mio. Zuschauer.
Die weltweite Erstausstrahlung der zweiten Staffel fand in der Schweiz statt. Der französischsprachige Fernsehsender RTS Un strahlt die Serie in Doppelfolgen vom 20. Juli bis zum 24. August 2014 aus. In Frankreich erfolgte die Ausstrahlung der zweiten Staffel zwischen dem 11. September 2014 und dem 9. Oktober 2014 bei TF1. In dem Vereinigten Königreich veröffentlichte der Video-on-Demand-Anbieter Lovefilm am 15. August 2014 die komplette zweite Staffel, die aus 12 Episoden besteht. Durchschnittlich sahen in Frankreich 4,1 Mio. Zuschauer zu.
Mitte Februar 2015 wurde die Verlängerung um eine dritte Staffel bekanntgegeben. In Spanien startete die dritte Staffel am 24. September 2015.
Die Ausstrahlungsrechte wurden in über 81 Länder verkauft.

### Deutschland
In Deutschland wurde die deutschsprachige Erstausstrahlung seit dem 22. August 2013 bei Sat.1 gesendet. Sat.1 strahlte die ersten acht Folgen in Doppelfolgen vom 22. August bis zum 12. September 2013 aus. Die letzten beiden Folgen wurden am 19. und 26. September 2013 ausgestrahlt. Zum Auftakt der zweiten Staffel am 4. September 2014 wurden zwei Folgen ausgestrahlt. Bis zum 13. November 2014 wurden die restlichen Folgen ausgestrahlt. Die dritte Staffel lief ab dem 22. Oktober 2015.
| Ausstrahlungsinfos und Einschaltquoten der Serie auf dem Free-TV Privatsender Sat.1 | Ausstrahlungsinfos und Einschaltquoten der Serie auf dem Free-TV Privatsender Sat.1 | Ausstrahlungsinfos und Einschaltquoten der Serie auf dem Free-TV Privatsender Sat.1 | Ausstrahlungsinfos und Einschaltquoten der Serie auf dem Free-TV Privatsender Sat.1 | Ausstrahlungsinfos und Einschaltquoten der Serie auf dem Free-TV Privatsender Sat.1 | Ausstrahlungsinfos und Einschaltquoten der Serie auf dem Free-TV Privatsender Sat.1 | Ausstrahlungsinfos und Einschaltquoten der Serie auf dem Free-TV Privatsender Sat.1 | Ausstrahlungsinfos und Einschaltquoten der Serie auf dem Free-TV Privatsender Sat.1                       | Ausstrahlungsinfos und Einschaltquoten der Serie auf dem Free-TV Privatsender Sat.1 |
| Staffel                                                                             | Episoden                                                                            | Sendezeitraum                                                                       | Einschaltquoten                                                                     | Einschaltquoten                                                                     | Einschaltquoten                                                                     | Einschaltquoten                                                                     | Sendeplatz                                                                                                | Quelle                                                                              |
| Staffel                                                                             | Episoden                                                                            | Sendezeitraum                                                                       | Reichweite (ab 3 J. in Mio.)                                                        | Marktanteil (ab 3 J. in %)                                                          | Reichweite (14–49 J. in Mio.)                                                       | Marktanteil (14–49 J. in %)                                                         | Sendeplatz                                                                                                | Quelle                                                                              |
| ----------------------------------------------------------------------------------- | ----------------------------------------------------------------------------------- | ----------------------------------------------------------------------------------- | ----------------------------------------------------------------------------------- | ----------------------------------------------------------------------------------- | ----------------------------------------------------------------------------------- | ----------------------------------------------------------------------------------- | --- | ----------------------------------------------------------------------------------- |
| 1                                                                                   | 10                                                                                  | 22. August – 26. September 2013                                                     | ⌀ 2,69 Mio.                                                                         | ⌀ 11,3 %                                                                            | ⌀ 1,19 Mio.                                                                         | ⌀ 12,6 %                                                                            | Donnerstag 21:15 Uhr / 22:15 Uhr Donnerstag 21:15 Uhr (19./27. Sept. 2013)                                | [ 12 ]                                                                              |
| 2                                                                                   | 12                                                                                  | 4. September – 13. November 2014                                                    | ⌀ 1,84 Mio.                                                                         | ⌀ 8,9 %                                                                             | ⌀ 0,75 Mio                                                                          | ⌀ 9,1 %                                                                             | Donnerstag 21:15 Uhr / 22:15 Uhr (4. Sept. 2014) Donnerstag 22:15 Uhr Donnerstag 23:15 Uhr (9. Okt. 2014) | [ 13 ]                                                                              |
| 3                                                                                   | 12                                                                                  | 22. Oktober – 17. Dezember 2015                                                     |                                                                                     |                                                                                     |                                                                                     |                                                                                     | Donnerstag 22:10 Uhr / 23:00 Uhr (22. Okt. 2015) Donnerstag 22:10 Uhr                                     |                                                                                     |

### Schweiz
Am 30. Juli und 6. August 2013 strahlte der französischsprachige Fernsehsender RTS Un die erste Staffel mit drei Folgen am Stück aus. Am 13. und 20. August 2013 wurden je zwei Folgen gesendet. In der Schweiz fand die weltweite Erstausstrahlung der zweiten Staffel statt. Der französischsprachige Fernsehsender RTS Un strahlte die Serie in Doppelfolgen vom 20. Juli bis zum 24. August 2014 aus.

## Rezeption
Kevin Jon Heller kritisierte, dass durch die Serie Crossing Lines die Funktion und Aufgabe des Internationalen Strafgerichtshofs missverstanden würde. In der Realität hat dieser ausschließlich die Aufgabe über Verbrechen gegen die Menschlichkeit, Kriegsverbrechen und Völkermord zu richten. Der Internationale Strafgerichtshof besitzt keine Organisation, die mit der Crossing-Lines-Einsatzgruppe vergleichbar ist.

## DVD- und Blu-ray-Veröffentlichungen
Deutschland
- Die erste Staffel erschien am 27. September 2013 auf DVD und Blu-ray.
- Die zweite Staffel erschien am 6. November 2014 auf DVD und Blu-ray.
- Die dritte Staffel erschien am 18. Februar 2016 auf DVD und Blu-ray.